# 蒙萨莱斯
蒙萨莱斯（法語：Montsalès，法語發音：[mɔ̃salɛs]）是法国阿韦龙省的一个市镇，属于鲁埃格自由城区。

## 地理
蒙萨莱斯（44°29'27"N, 1°57'47"E）面积12.47 平方千米，位于法国奧克西塔尼大區阿韦龙省，该省份为法国南部内陆省份，位于法國中央高原南部，北起顺时针与康塔爾省、洛泽尔省、加尔省、埃罗省、塔恩省、塔恩-加龙省和洛特省接壤。
与蒙萨莱斯接壤的市镇（或旧市镇、城区）包括：昂贝拉克、巴拉吉耶多尔特、富瓦萨克、奥尔和里诺代、维勒讷沃。

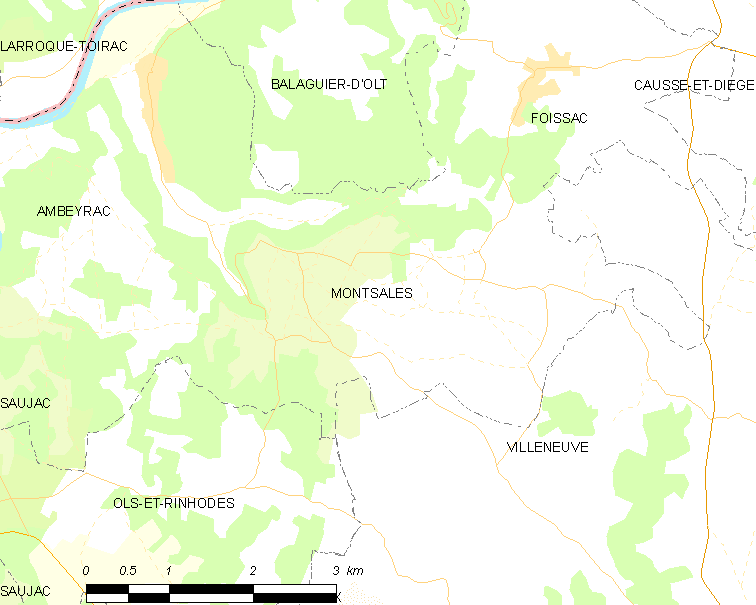
蒙萨莱斯的OSM定位图

蒙萨莱斯的时区为UTC+01:00、UTC+02:00（夏令时）。

## 行政
蒙萨莱斯的邮政编码为12260，INSEE市镇编码为12158。

## 政治
蒙萨莱斯所属的省级选区为维勒讷瓦-维勒弗朗舒瓦县。

## 人口

1962-2008年间蒙萨莱斯人口变化图示

蒙萨莱斯于2022年1月1日时的人口数量为323人。